# Guerre fredde
Guerre fredde è un singolo del duo musicale italiano Coma Cose, pubblicato il 20 marzo 2020 come primo ed unico estratto dal secondo EP Due.

## Descrizione
Il brano vede la produzione di Stabber e parla della solitudine, di quanto essa possa essere una cosa positiva.